# Dietrich Ellger (Politiker)
Dietrich Ellger (* 1938 in Breslau) ist ein deutscher Politiker (SPD) und ehemaliges Mitglied der Hamburgischen Bürgerschaft.

## Leben und Politik
Dietrich Ellger machte 1958 sein Abitur in Goslar. Es folgte ein Studium der Geschichte, Anglistik und Politikwissenschaften auf Lehramt. 1973 trat er in den Schuldienst der Hansestadt Hamburg ein und wurde Oberstudienrat an einer Gesamtschule. 
Ellger trat 1973 in die SPD ein. Zwischen 1987 und 1991 war er Abgeordneter in der Bezirksversammlung Altona, anschließend von 1991 bis September 1993 und erneut von März 1994 bis September 2001 Mitglied der Hamburgischen Bürgerschaft. Er war während dieser Zeit unter anderem im Stadtentwicklungsausschuss, Verkehrsausschuss, im Ausschuss für Vermögen und öffentliche Unternehmen sowie im Rechtsausschuss tätig.

## Quelle
- Bürgerschaft der Freien und Hansestadt Hamburg Hamburg, 14. Wahlperiode. Redaktion Hinnerk Fock, Hamburg 1992.

| Personendaten    | Personendaten                   |
| ---------------- | ------------------------------- |
| NAME             | Ellger, Dietrich                |
| KURZBESCHREIBUNG | deutscher Politiker (SPD), MdHB |
| GEBURTSDATUM     | 1938                            |
| GEBURTSORT       | Breslau                         |